# RCW 38
RCW 38 est une nébuleuse où se forme des étoiles, elle se situe à 5500 années-lumière dans la constellation des Voiles.

## Environnement stellaire
Les chercheurs ont découvert beaucoup d'étoiles naines rouges dans cette nébuleuse.
Parmi les étoiles de cette nébuleuse, on trouve IRS2, une étoile binaire supermassive, les vents de cette étoile empêchent la formation de nouvelles étoiles, il s'agit d'une supergéante bleue-blanche.
En plus du puissant rayonnement ultraviolet de l'étoile IRS2, il arrive que des supernovas explosent dans cette nébuleuse. C'est un endroit où la formation des étoiles est difficile.

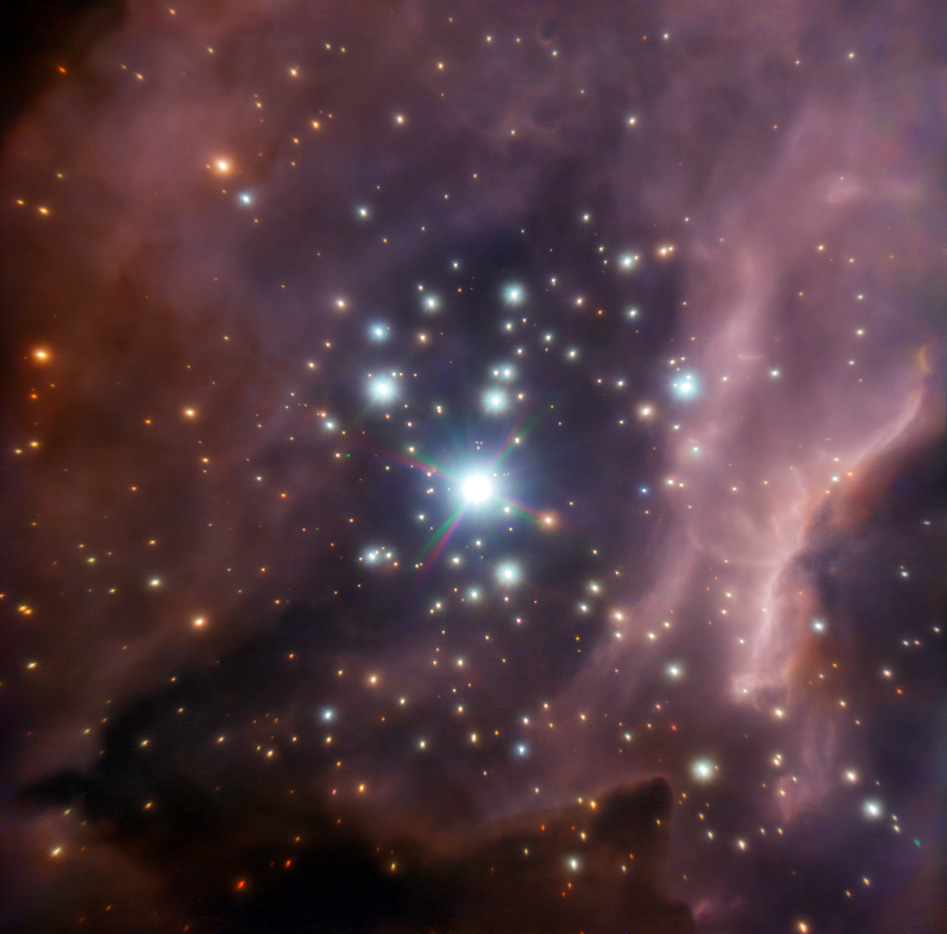
L'étoile IRS2